# Publio Valerio Publicola (console 475 a.C.)
Publio Valerio Publicola (... – Campidoglio, 460 a.C.) è stato un politico e militare romano, per due volte fu console della Repubblica romana.

## Primo consolato
Publio Valerio Publicola fu eletto console nel 475 a.C. con il collega Gaio Nauzio Rutilo.
Il consolato iniziò con l'accusa rivolta dai tribuni della plebe Lucio Cedico e Tito Stazio, rivolta a Spurio Servilio Prisco, di aver mal condotto l'esercito romano nella battaglia del Gianicolo dell'anno prima. Ma Servilio riuscì a confutare l'accusa dei tribuni,  anche grazie alla testimonianza favorevole del collega console Aulo Verginio Tricosto Rutilo.
Mentre Gaio Nauzio guidava le forze romane in soccorso dei Latini attaccati da Volsci ed Equi, che ne razziavano i territori, Publio Valerio condusse le forze romane alla volta di Veio, dove si stavano radunando forze sabine in funzione anti-romana.
I Romani riuscirono a sorprendere, e a sconfiggere, i nemici, Sabini e Veienti, nella Battaglia di Veio; per questa vittoria il console, tornato a Roma, ottenne l'onore del trionfo.

## Secondo consolato
Publio Valerio Publicola fu eletto al secondo consolato nel 460 a.C. con il collega Gaio Claudio Crasso Inregillense Sabino.
Durante il consolato continuarono le controversie tra Patrizi e Plebei, con i tribuni della plebe, per bocca di Aulo Verginio, che accusarono parte del Senato di aver ordito un complotto per uccidere i tribuni stessi. Per tutti rispose Publio Valerio, bollando come falsa l'accusa.
In quell'anno sembrava che Equi e Volsci fossero pronti a ricominciare le "annuali" e "rituali" ostilità, quando una notte, appunto, il Campidoglio e la rocca furono occupati. Circa duemilacinquecento fra esuli e schiavi, comandati da Appio Erdonio, si asserragliarono fra i templi della Triade Capitolina. Quelli che non vollero aderire alla lotta furono massacrati; ma qualcuno riuscì a fuggire e si precipitò nel Foro e lanciò l'allarme alla cittadinanza.  Nel buio e nella confusione, la carenza di notizie non permise una pronta reazione:
(Tito Livio, Ab Urbe condita libri, III, 15, Newton Compton, Roma, trad.: G.D. Mazzocato)
In tempi "normali" non sarebbe stato un grande problema trarre le armi dall'Erario e darle ai cittadini. Ma quelli, a Roma, non erano tempi normali. Due anni prima il tribuno della plebe Gaio Terentilio Arsa aveva proposto la Lex Terentilia che voleva migliorare le condizioni politiche della plebe. La discussione della legge aveva pesantemente squassato la vita politica della città. I patrizi resistevano temendo una perdita di potere. In questo quadro, ad esempio, si inserisce il processo al patrizio Cesone Quinzio, figlio di Cincinnato, condannato l'anno precedente e fuggito in Etruria). Era logico supporre che potesse essere alla guida di un gruppo paramilitare teso ad ottenere il rientro dell'esule.
Sul versante plebeo i tribuni della plebe si agitavano a favore della legge e minacciavano di non combattere per la Patria se la plebe non avesse ottenuto qualche vantaggio politico ed economico da tanti sacrifici e tanto sangue.
(Tito Livio, Ab Urbe condita libri, III, 15, Newton Compton, Roma, trad.: G.D. Mazzocato)
Appio Erdonio continuava asserendo che avrebbe preferito che l'iniziativa fosse partita dal popolo romano ma che, visto che non c'era nessuna speranza che questo avvenisse, non avrebbe esitato a ricorrere a mezzi estremi, fino alla richiesta di aiuto di Volsci ed Equi. Fino, quindi, al tradimento.
La situazione aveva tutta l'apparenza di un'operazione studiata a tavolino dai nemici esterni (si sospettavano i Sabini e Veienti) e gestita con l'organizzazione di una quinta colonna interna composta da bassa manovalanza bellica lanciata allo sbaraglio dalla disperazione.
Soprattutto si temeva la rivolta degli schiavi in quanto per nessuno sarebbe stato possibile sapere se i suoi schiavi sarebbero rimasti fedeli o se avrebbero costituito un pericolo addirittura dentro le pareti domestiche.
Altre volte, i patrizi e i plebei erano riusciti a ritrovare la concordia per affrontare i nemici esterni. Questa volta però, i tribuni della plebe, resi edotti da altri comportamenti poco "nobili" del patriziato, ostacolavano le leve militari asserendo che non si trattava di una guerra ma di un simulacro di guerra appositamente mandato nel Campidoglio per bloccare la votazione della Lex Terentilia. Ne derivava l'analisi che la sommossa era stata organizzata dai patrizi utilizzando ospiti e clientes che sarebbero tranquillamente scomparsi in quanto inutili una volta approvata la Lex Terentilia.
I patrizi, su queste basi dialettiche, ritenevano che i tribuni fossero, per lo Stato, ("loro" si consideravano "lo Stato") un pericolo ben maggiore che qualche schiavo ribelle.
Il console Publio Valerio, alla notizia che la plebe stava deponendo le armi, lasciò la seduta del senato e si precipitò ad esortare i tribuni:
(Tito Livio, Ab Urbe condita libri, III, 17., Newton Compton, Roma, trad.: G.D. Mazzocato)
È interessante questa parte del discorso di Valerio. Se ne può evincere che le richieste di Appio Erdonio fossero state presentate in tempi precedenti. Probabilmente la sovraesposizione mediatica della contestatissima Lex Terentila ha messo in secondo piano queste richieste, forse persino poste in modo legale, e Appio Erdonio si era visto costretto all'azione violenta. Violenza che, d'altra parte, permeava la quotidianità di quegli anni di lotta per il potere fra patrizi e plebei.
Publio Valerio continuò implorando i concittadini di "liberare gli dèi" e si diceva deciso a intraprendere l'attacco anche da solo considerando come nemico chiunque si fosse interposto fra lui ed Appio Erdonio. Ma la notte fermò l'azione del console, l'inazione dei tribuni. La vita politica della città si era fermata. La legge non fu approvata e i rivoltosi riuscirono a resistere.
Nella stessa notte (Eadem nocte -Liv. III,18) la notizia giunse a Tusculum, città alleata di Roma e il dittatore tuscolano Lucio Mamilio, vedendo un'ottima occasione per rendersi gradito ai potenti vicini, partì per l'Urbe alla guida del suo esercito. Sul far del giorno i Tuscolani arrivarono a Roma. Dapprima scambiati per Volsci ed Equi, i Tuscolani furono fatti entrare e si unirono a Publio Valerio che stava nuovamente cercando di schierare un esercito. Nonostante l'opposizione dei tribuni della plebe i due eserciti si scagliarono sul Campidoglio e i ribelli
(Tito Livio, Ab Urbe condita libri, III, 18, Newton Compton, Roma, trad.: G.D. Mazzocato)
I malcapitati furono costretti ad arretrare all'interno dei templi per difendersi. Nell'atrio del tempio (Tito Livio non specifica quale ma probabilmente si tratta del tempio di Giove Capitolino) Publio Valerio Publicola rimase ucciso, ma questo non fermò i cittadini ormai giunti a concludere l'attacco guidati da Publio Volumnio Amintino Gallo che era stato console l'anno precedente.
(Tito Livio, Ab Urbe condita libri, III, 18., Newton Compton, Roma, trad.: G.D. Mazzocato)
La punizione dei ribelli fu comminata a seconda della loro condizione. Gli uomini liberi furono decapitati; gli schiavi, crocefissi.